# Liste der denkmalgeschützten Objekte in Lanzenkirchen
Die Liste der denkmalgeschützten Objekte in Lanzenkirchen enthält die 9 denkmalgeschützten unbeweglichen Objekte der Gemeinde Lanzenkirchen im niederösterreichischen Bezirk Wiener Neustadt-Land.

## Denkmäler
| Foto |                 | Denkmal                                                                           | Standort                                            | Beschreibung | Metadaten |
| ---- | --------------- | --------------------------------------------------------------------------------- | --------------------------------------------------- | --- | --- |
| ja   | Datei hochladen | Anlage Schloss Frohsdorf mit Wirtschaftsgebäuden HERIS-ID: 30263 Objekt-ID: 27003 | Schlossplatz 1 Standort KG: Frohsdorf               | 1158 urkundlich erwähnt, dreieinhalbgeschoßige Vierflügelanlage unter Walmdach mit Wassergraben und Gärten, klassizistische Fassadengliederung, 1683 durch die Türken zerstört, 1706–18 Barockisierung und Neugestaltung, Ende 18. Jahrhundert klassizistische Fassade und Anlage des Landschaftsparks, 1970 Brand und Wiederaufbau | BDA-Hist.: Q671681 Status: Bescheid Stand der BDA-Liste: 2025-06-30 Name: Anlage Schloss Frohsdorf mit Wirtschaftsgebäuden GstNr.: 2/7, .1, .93, 5/1, 8 Schloss Frohsdorf |
| ja   | Datei hochladen | Schule, ehem. Kloster Santa Christiana HERIS-ID: 30266 Objekt-ID: 27006           | Wiener Neustädter Straße 74 Standort KG: Frohsdorf  | 1854 durch Graf Chambord und Schwestern des Schulordens „Töchter der Kindheit Jesu und Mariens“ gestiftet, dreigeschoßige hakenförmige Anlage, schlichte frühhistoristische Fassade, kubisches zweigeschoßiges Nebengebäude unter Walmdach, mit Hauptgebäude durch Verbindungsgang verbunden, abgerückt zweigeschoßiges ehemaliges Wirtschaftsgebäude | BDA-Hist.: Q37932301 Status: § 2a Stand der BDA-Liste: 2025-06-30 Name: Schule, ehem. Kloster Santa Christiana GstNr.: 1426 Sta. Christiana Frohsdorf                     |
| ja   | Datei hochladen | Felixkreuz HERIS-ID: 30276 Objekt-ID: 27017                                       | Standort KG: Frohsdorf                              | Figur des hl. Felix an der Straße von Lanzenkirchen nach Katzelsdorf/Sägewerkssiedlung, bezeichnet 1851 (1881?). Ein Kreuz ist am Standort nicht vorhanden | BDA-Hist.: Q37932376 Status: Bescheid Stand der BDA-Liste: 2025-06-30 Name: Felixkreuz GstNr.: 629/14                                                                     |
| ja   | Datei hochladen | Ortskapelle Kleinwolkersdorf HERIS-ID: 30268 Objekt-ID: 27008                     | Hauptstraße 20, neben Standort KG: Kleinwolkersdorf | Bezeichnet und erbaut 1900, neugotischer Bau mit Glockentürmchen mit Kreuzdach, Spitzbogenportal | BDA-Hist.: Q37932315 Status: § 2a Stand der BDA-Liste: 2025-06-30 Name: Ortskapelle Kleinwolkersdorf GstNr.: .44                                                          |
| ja   | Datei hochladen | Pfarrhof HERIS-ID: 30271 Objekt-ID: 27011                                         | Hauptplatz 1 Standort KG: Lanzenkirchen             | Zweigeschoßiger Bau, im Kern spätgotisch mit Schopfwalmdach, zweigeschoßiger kubischer Zubau Anfang des 20. Jahrhunderts | BDA-Hist.: Q37932348 Status: § 2a Stand der BDA-Liste: 2025-06-30 Name: Pfarrhof GstNr.: .1/1 Pfarrhof Lanzenkirchen                                                      |
| ja   | Datei hochladen | Kath. Pfarrkirche hl. Nikolaus HERIS-ID: 30269 Objekt-ID: 27009                   | Hauptplatz 1 Standort KG: Lanzenkirchen             | Barockisierter romanischer Chorquadratsaal mit Krypta (13. Jahrhundert), frühgotische Seitenkapelle (13. Jahrhundert) und südliches Seitenschiff (im Kern wohl 14. Jahrhundert), 1889 im Osten angestellter Turm, Barockisierung um 1770/73, 1863 Errichtung der Sakristei und Öffnung der Seitenkapelle zum Seitenschiff bzw. Chor, vermutlich im 11. Jahrhundert Pfarre, 1146 urkundlich, nach 1200 Übertragung nach Wiener Neustadt St. Ulrich, 1445 mit Mutterpfarre an das Chorherrenstift Wiener Neustadt, dann an das Domkapitel, wieder selbstständig, 1600 als Pfarre zum Bistum Wiener Neustadt, 1786 dem Religionsfond Wiener Neustadt unterstellt | BDA-Hist.: Q1991880 Status: § 2a Stand der BDA-Liste: 2025-06-30 Name: Kath. Pfarrkirche hl. Nikolaus GstNr.: .2 Nikolauskirche (Lanzenkirchen)                           |
| ja   | Datei hochladen | Kirchhof, ehem. Friedhof HERIS-ID: 30270 Objekt-ID: 27010                         | Hauptplatz 1, neben Standort KG: Lanzenkirchen      | Teilweise noch mittelalterliche Mauern (Opus-spicatum-Mauerwerk 13. Jahrhundert), Grabsteine 17.–19. Jahrhundert, darunter Gräber von französischen Emigranten aus dem Schloss Frohsdorf, Maria-Lourdes-Grotte um 1900, Missionskreuz von 1905, Friedhofskreuz 19. Jahrhundert | BDA-Hist.: Q37932335 Status: § 2a Stand der BDA-Liste: 2025-06-30 Name: Kirchhof, ehem. Friedhof GstNr.: .2                                                               |
| ja   | Datei hochladen | Kriegerdenkmal HERIS-ID: 30272 Objekt-ID: 27012                                   | Hauptplatz 3, neben Standort KG: Lanzenkirchen      | Mariensäule in der Mitte des Hauptplatzes, Marienstatue 17. Jahrhundert, sarkophagähnlicher Sockel als Kriegerdenkmal gestaltet, 1923 errichtet | BDA-Hist.: Q37932362 Status: § 2a Stand der BDA-Liste: 2025-06-30 Name: Kriegerdenkmal GstNr.: 343/12                                                                     |
| ja   | Datei hochladen | Kath. Filialkirche hl. Veit HERIS-ID: 30277 Objekt-ID: 27018                      | Sankt Veit Standort KG: Ofenbach                    | Frühgotische Saalkirche mit Satteldach und vorgestelltem Westturm, Langhaus im Kern spätromanisch (?), 2. Hälfte des 14. Jahrhunderts Erweiterung durch Seitenschiff im Norden und Chor mit Sakristei, 1754 barocke Veränderungen | BDA-Hist.: Q37932389 Status: § 2a Stand der BDA-Liste: 2025-06-30 Name: Kath. Filialkirche hl. Veit GstNr.: .23 Filialkirche Ofenbach                                     |